# Lesley Bush
Lesley Leigh Bush, född 17 september 1947 i Orange i New Jersey, är en amerikansk före detta simhoppare.
Bush blev olympisk guldmedaljör i höga hopp vid sommarspelen 1964 i Tokyo.